# Ceriana fabricii
Ceriana fabricii är en tvåvingeart som beskrevs av Thompson 1981. Ceriana fabricii ingår i släktet griffelblomflugor, och familjen blomflugor.
Artens utbredningsområde är Bahamas. Inga underarter finns listade i Catalogue of Life.